# Edmond N'Tiamoah
Edmond N'Tiamoah (Agona Swedru, 1º febbraio 1981) è un ex calciatore ghanese naturalizzato francese, attaccante.